# Szelincs
Szelincs (szlovákul Zeleneč) község Szlovákiában, a Nagyszombati kerület Nagyszombati járásában.

## Fekvése
Nagyszombattól 4 km-re délre.

## Története
A régészeti leletek tanúsága szerint területén a kőkorszakban a vonaldíszes és a lengyeli kultúra népe élt. A bronzkorban is település állt itt.
A mai falut 1243-ban említik először. Pozsony várának uradalmához tartozott, majd 1278-ban IV. László király a pozsonyi káptalannak és prépostságnak adta. 1720-ban szőlőskertje és 90 adózója volt. 1828-ban 614-en lakták. A hozzá tartozó Ószelincs 1429-ben a pozsonyi káptalan és prépostság faluja volt, uradalmi majorral. Egykori gótikus kápolnája a 15. században épült, ezt 1743-ban barokk templommá bővítették. Később a helyén építették fel a mai templomot.
Vályi András szerint "SZILINCS. Tót falu Pozsony Várm. földes Ura a’ Pozsonyi Káptalanbéli Uraság, lakosai katolikusok, fekszik Móderdorfnak, és Gerentsérnek is, mellynek filiája, szomszédságjokban; határja 3 nyomásbéli, ’s jó termékenységű, fája, és legelője is van."
Fényes Elek szerint "Szilincs, (Linch), tót falu, Poson vmegyében, N.-Szombathoz egy kis mfd. Van 597 kath. lak. Kath. paroch. temploma, derék erdeje, jó szántóföldje. F. u. a posoni káptalan."
Pozsony vármegye monográfiája szerint "Szilincs, tót kisközség a Mátyusföldön. Körjegyzőségi székhely, 177 házzal és 1265 róm. kath. vallású lakossal. E község 1243-ban Terra Seelench néven a pozsonyi vár birtokaként van említve. 1278-ban IV. László a pozsonyi prépostságnak és káptalannak adományozta és ekkor Zelinch alakban szerepel. A Bazini és Szentgyörgyi grófok erőszakkal kerítették kezükre és e család kezében maradt, egész kihaltáig, a káptalan minden tiltakozása daczára, a mikor is az Illésházyak foglalták el. Illésházy István elzálogosította Csörödi Lőrincz nagyszombati polgárnak, kitől Rudolf alatt a pozsonyi káptalan visszaváltotta. 1649-ben II. Ferdinánd királytól vámjogot nyert. Hajdan magyar község volt, de idővel eltótosodott. 1790-ben, villámcsapás következtében, majdnem az egész község leégett. A községnek nincs temploma; ezt egyszerű kápolna helyettesíti, mely 1780-ban épült. A falu postája, távírója és vasúti állomása Nagyszombat. Ide tartozik Orincs puszta és két malom."
A trianoni békeszerződésig Pozsony vármegye Nagyszombati járásához tartozott.

## Népessége
| Év:            | 1994. | 2004.   | 2014.   | 2024.   |
| -------------- | ----- | ------- | ------- | ------- |
| Emberek száma: | 2396  | 2377    | 2576    | 2578    |
| Eltérés:       |       | -0,79 % | +8,37 % | +0,07 % |

| Év:            | 2023. | 2024.   |
| -------------- | ----- | ------- |
| Emberek száma: | 2604  | 2578    |
| Eltérés:       |       | -0,99 % |

1880-ban 860 lakosából 2 magyar és 821 szlovák anyanyelvű volt.
1890-ben 1032 lakosából 8 magyar és 1014 szlovák anyanyelvű volt.
1900-ban 1265 lakosából 10 magyar és 1246 szlovák anyanyelvű volt.
1910-ben 1450 lakosából 89 magyar és 1347 szlovák anyanyelvű volt.
1921-ben 1499 lakosából 1 magyar és 1496 csehszlovák volt.
1930-ban 1546 lakosából 5 magyar és 1539 csehszlovák volt.
1970-ben 2594 lakosából 2590 szlovák volt.
1980-ban 2503 lakosából 1 magyar és 2497 szlovák volt.
1991-ben 2336 lakosából 2 magyar és 2325 szlovák volt.
2001-ben 2369 lakosából 3 magyar és 2352 szlovák volt.
2011-ben 2499 lakosából 1 magyar és 2437 szlovák.
2021-ben 2632 lakosából (+3) magyar, (+1) ruszin, 2589 szlovák, 23 (+4) egyéb és 20 ismeretlen nemzetiségű volt.

## Neves személyek
- Itt volt plébános 1866-tól 1894-ig, haláláig Ján Klempa (1839-1894) szlovák katolikus pap, történész, néprajzkutató és író.
- Itt született 1764-ben Mallyo Antal római katolikus plébános.

## Nevezetességei

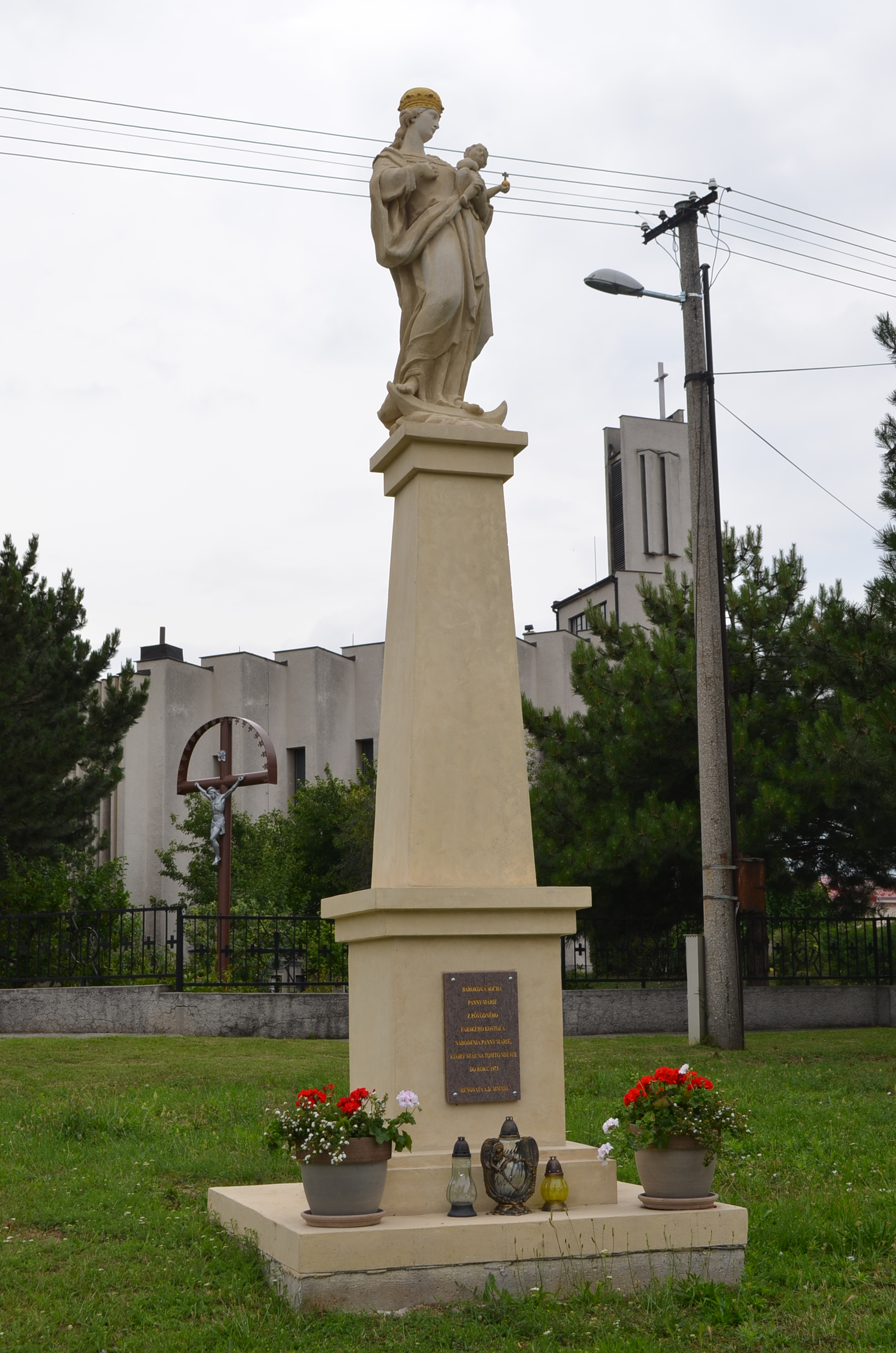
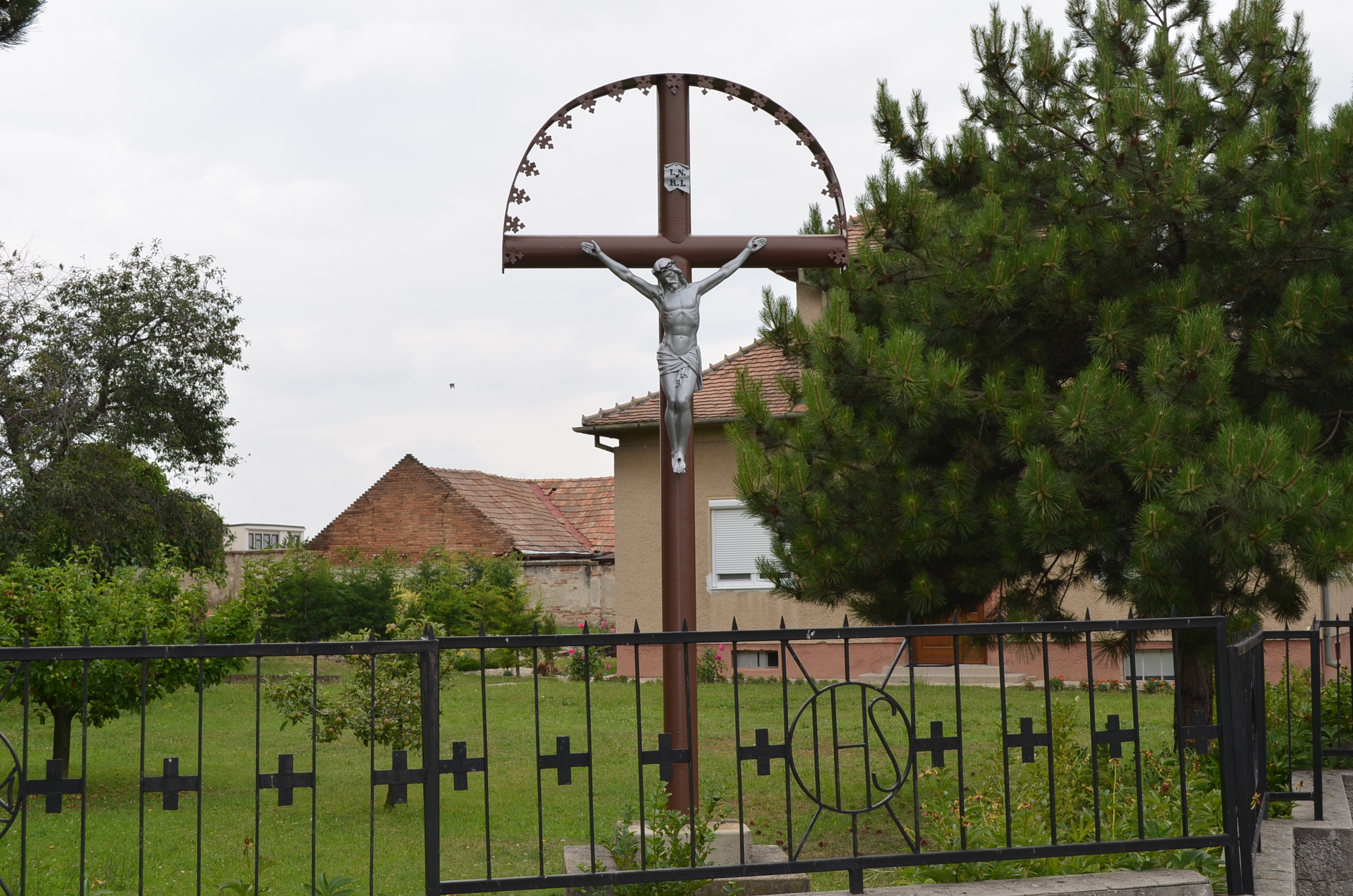
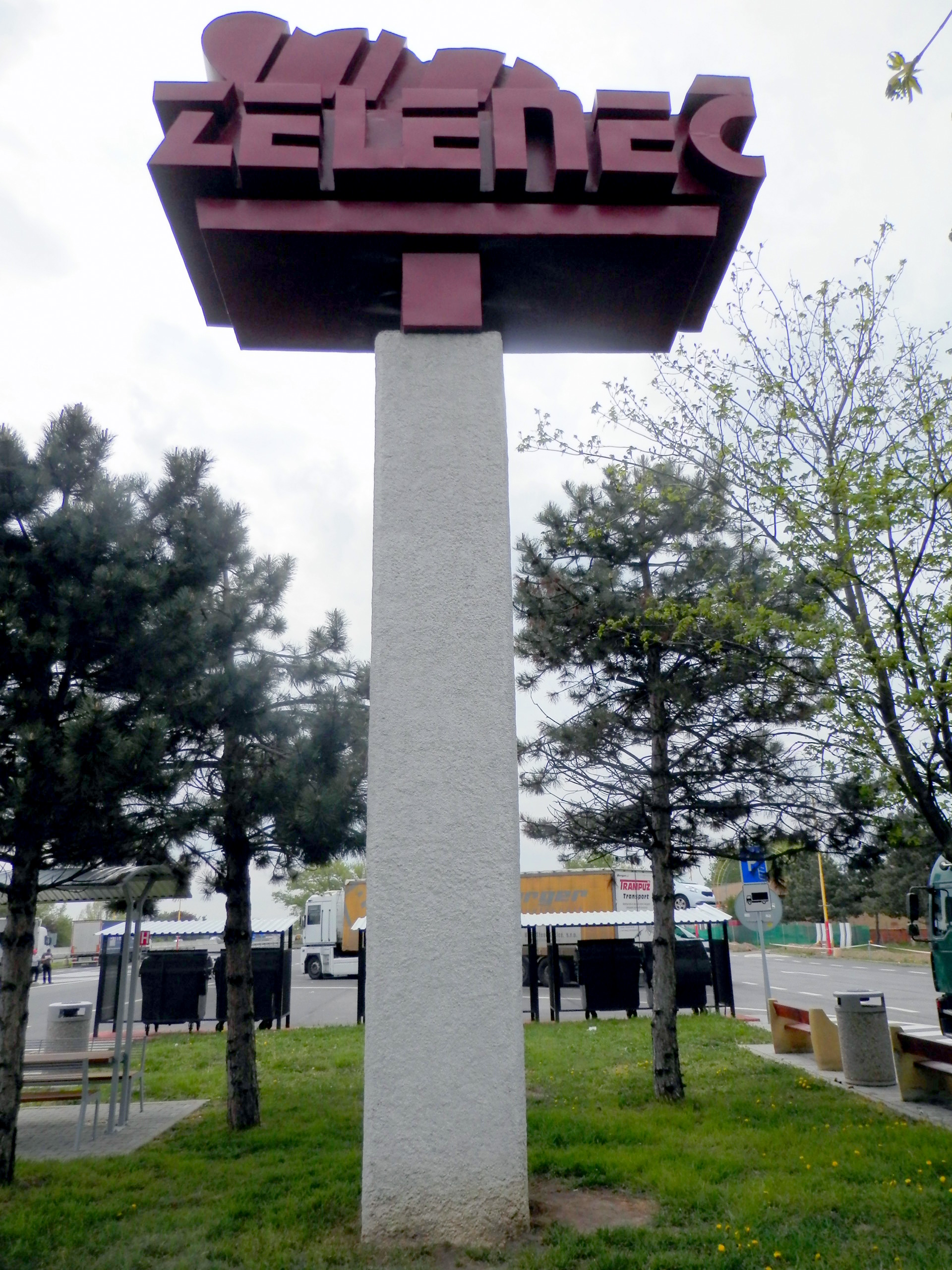

- Szűz Mária tiszteletére szentelt római katolikus temploma 1973-ban épült.
- Hétfájdalmú Szűzanya tiszteletére szentelt kápolnája a 18. században épült. Az új templom építésekor lebontották.

## Külső hivatkozások
- E-obce.sk Archiválva 2009. augusztus 21-i dátummal a Wayback Machine-ben
- Községinfó
- Szelincs Szlovákia térképén
- Alapinformációk